# 乐彦玮
乐彦玮（？—676年），字德珪，中国唐朝官员，唐高宗年间短暂拜为宰相。
乐彦玮是唐朝都城长安人。显庆年间，为给事中。显庆元年（656年），因自比伊尹、霍光而被弹劾并于貞觀二十年（646年）被唐太宗赐死的前宰相刘洎之子刘弘业在新被罢免的宰相褚遂良的政敌、时任宰相中书侍郎的刘洎旧部李义府指使下，诣阙上言，弹劾褚遂良于贞观十九年（645年）诬告其父。高宗咨询群臣，群臣因李义府为武皇后（后称武则天）的政治盟友，为了讨好李义府，都赞成给刘洎翻案。但乐彦玮反对，说：“刘洎是大臣，举措应该得当，人主暂时不豫，怎么就能有所图谋？前朝给他的处罚不是不恰当的。而且皇帝是无过的，如果给刘洎平反昭雪，岂不是说先帝用刑不当吗？”唐高宗同意了，停止了此事。不久，乐彦玮丁忧去职，起复为唐州刺史。乐彦玮入殿告辞时，高宗想起他曾直言反对李义府，于是复拜为东台舍人。累迁西台侍郎，麟德元年（664年）十二月，在太子右中护、检校西台侍郎任上被授同东西台三品，为实质宰相。二年（665年）四月，和孙处约一同罢相。乾封元年（666年）代刘仁轨为大司宪。咸亨元年（670年），逻娑道行军大总管薛仁贵和副总管郭待封、阿史那道真大败于吐蕃相论钦陵，高宗敕乐彦玮去军中调查战败情况，将三将都械送京师，高宗免他们死罪，皆除名。后来乐彦玮的官职改回旧名御史大夫。乐彦玮认为下属两名御史不够，加设副承诏一人。上元三年（676年），乐彦玮卒，赠秦州都督（《新唐书》本传作齐州都督）。子白水令乐思训、乐思晦。乐思晦后来在武则天年间亦为宰相。永昌年间，因乐思晦显贵，乐彦玮得以重赠为扬州大都督。

## 评价
- 《旧唐书》
  - 史臣论曰：彦玮独遏奸臣，仁本请当远使，终升辅相，不亦宜乎！
  - 赞曰：二李（李敬玄、李义琰）、二乐，俱号公清。权臣独抗，美第不营。以兹辅弼，无愧德声。[7]

## 延伸阅读
[在维基数据编辑]
 《舊唐書/卷81》，出自刘昫《舊唐書》
 《新唐書·卷099》，出自《新唐書》